# Signální věž Pike Hill
Signální věž Pike Hill byla jednou z celé řady signálních stanic, které byly postaveny při římské silnici Stanegate v severní Británii na začátku 2. století. Věž byla později začleněna do Hadriánova valu. Nachází se v hrabství Cumbria na severozápadě Anglie. Zbývá z ní část jihovýchodní zdi o délce 2 metry. Věž je mezi věžičkou 51B a věžičkou 52A, přičemž pevnost Banna se nachází na východ od ní.

## Dějiny
Signální věž byla postavena na kopci Pike Hill v době, kdy se budovalo opevnění severní hranice římské provincie Británie. Jde o jeden z mála pozůstatků římské hranice z doby před Hadriánovým valem. Signální věže a celá řada pevností byly postaveny při této římské silnici, která spojovala významné vojenské pevnosti v Corbridge a Carlisle. K tomu došlo po stažení římské armády ze Skotska kolem roku 100 a před vybudováním Hadriánova valu, které začalo v roce 125. Stanice na vrchu Pike Hill posílala signály dvěma blízkým stanicím: Gillalees Beacon a Barrock Fell.
Když pokračovala výstavba Hadrianova valu v této oblasti, signální věž do ní začlenili. Umístili ji zhruba 200 metrů na východ od věžičky Turret 52A (Banks East) a západně od Turret 51B (Leahill Turret).

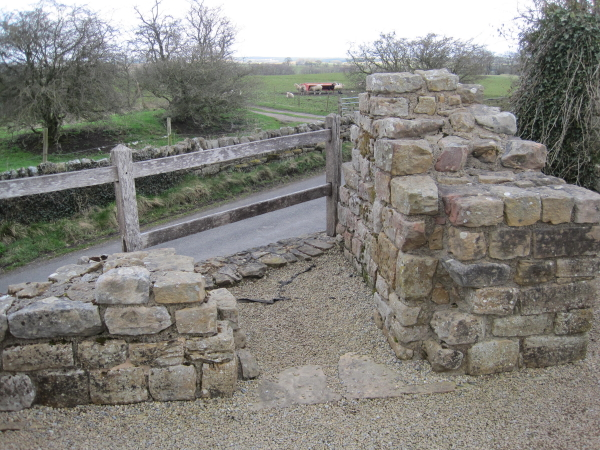
Signální věž Pike Hill

V signální věži pravděpodobně sloužila část posádky mílového kastelu Milecastle 52. Důkaz o tom je spatřován v mimořádné velikosti této pevnosti (je o 20% větší než jakákoli jiná z mílových).

## Výstavba
Archeologické výzkumy ukázaly, že věž byla postavena dříve než val, pravděpodobně za císaře Trajána. Věž vystupovala hranou z valu, stála k němu v úhlu 45°. Toto postavení mělo za cíl zlepšit viditelnost signálu. Na sever od věže leží příkop a kopíruje její tvar.
Signální věž měla půdorys ve tvaru čtverce o straně přibližně 6 metrů. Stála na plošině z kamenné drti a hluboké nalezené základy ukazují, že stavba dosahovala značné výšky. Zdi v moderní době nepřekračují výšku 0,6 metru.

## Vykopávky a výzkum
- 1931 - Byly vykopány pozůstatky věže. K nálezům se řadí:
  - hrnčířské výrobky z doby vlády císaře Hadriana,[13]
  - hrnce na vaření, tzv. Huntcliff ware, které svědčí o tom, že věž sloužila ještě ve druhé polovině 4. století.[13]
- 1971 - výzkumy zde prováděla organizace Anglické dědictví. Při výstavbě moderní silnice byla většina věže zničena, zůstal jen zlomek jihovýchodní zdi.[14]